# Nallı Masjid
Nallı Masjid (en turc : Nallı Mescit), également connue sous le nom d'İmam Ali Mescidi ou Babıali Mescidi, est une petite mosquée historique située dans le quartier Cağaloğlu du district de Fatih d'Istanbul.
La mosquée est située dans la rue Ankara au nord-ouest du bâtiment historique Sublime Porte, qui est aujourd'hui le bureau du gouverneur d'Istanbul, dans le quartier Cağaloğlu du quartier Fatih du vieil Istanbul. 

## Histoire
Elle a été construite par l'İmam Ali Efendi, un parent de l'érudit religieux ottoman, poète et saint mystique Akshamsaddin (1389-1459) sous le sultan ottoman Mehmed le Conquérant (règne de 1444 à 1446, 1451-1481) au XVe siècle. À l'origine, la mosquée était située dans la cour du bâtiment Sublime Porte avec un côté sur la rue Ankara. Il est apparu lorsque le trafic sur la rue Ankara est devenu limité en raison de la construction de Marmaray. La tombe d'İmam Ali Efendi se trouve derrière le bâtiment proche de la bibliothèque Cevdet Pacha. Elle a été transformée en mosquée après que le frère du grand vizir Hekimoğlu Ali Pacha (1689–1758), Feyzullah Efendi, ait construit un minbar. Le bâtiment a brûlé pendant l'incendie de Sublime Porte (en turc : Bab-ı Ali Yangını) dans les années 1800. Selon l'inscription calligraphiée par Mustafa İzzet Efendi, la mosquée a été reconstruite en 1869. Une deuxième inscription de Sami Efendi indique sa restauration en 1902. 

## Architecture
La mosquée est conçue dans un style architectural éclectique et certains détails utilisés sont normalement vus dans l'architecture indienne et iranienne. Le bâtiment est aujourd'hui peint en rouge et blanc, bien que la couleur d'origine était jaune et beige. Il est surmonté d'un dôme. Le seul minaret a été construit en pierre de taille et possède un balcon. 
La mosquée tire son nom de Nallı (littéralement: fer à cheval) des reliefs de figures en fer à cheval trouvés sur le minaret.

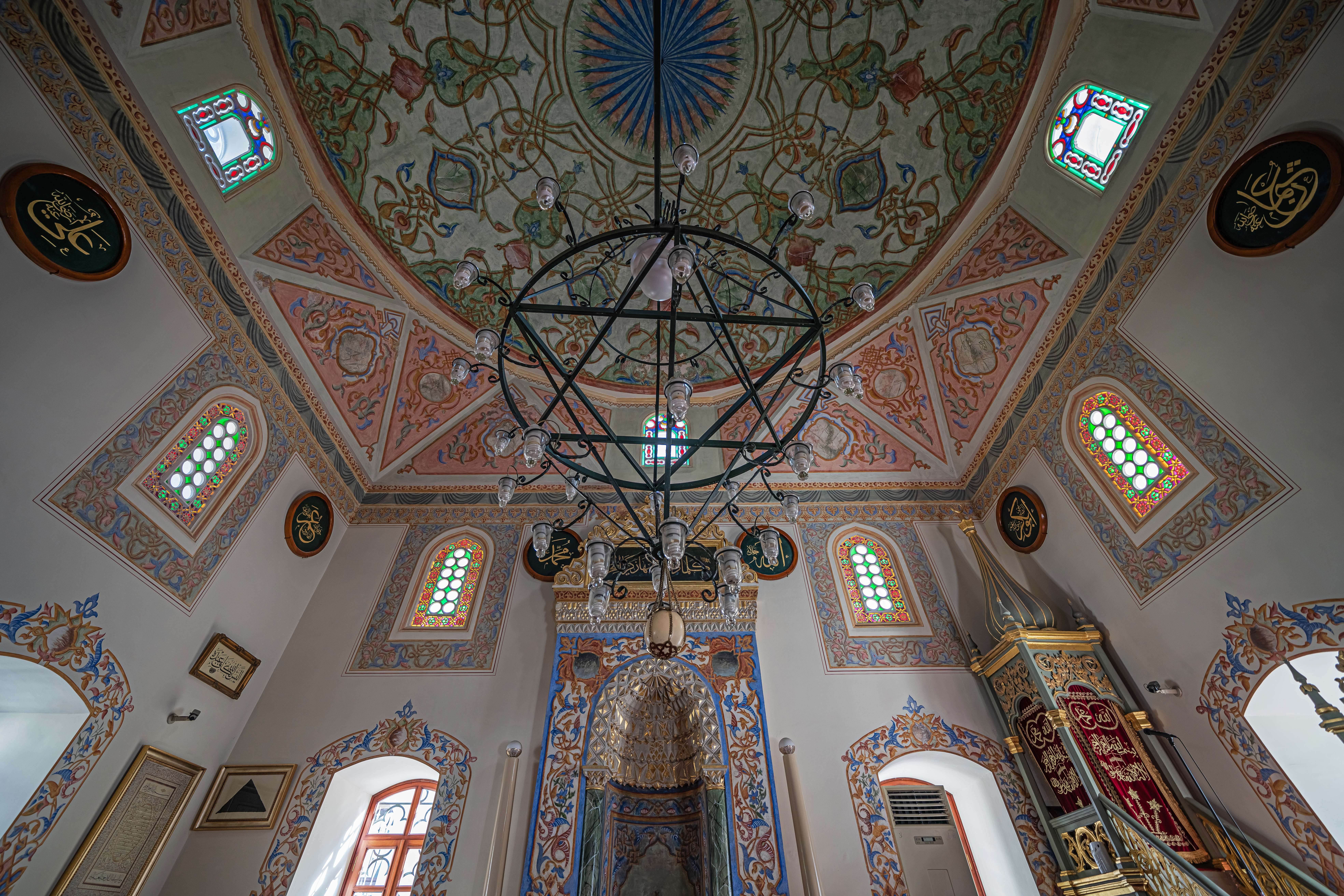
L'intérieur
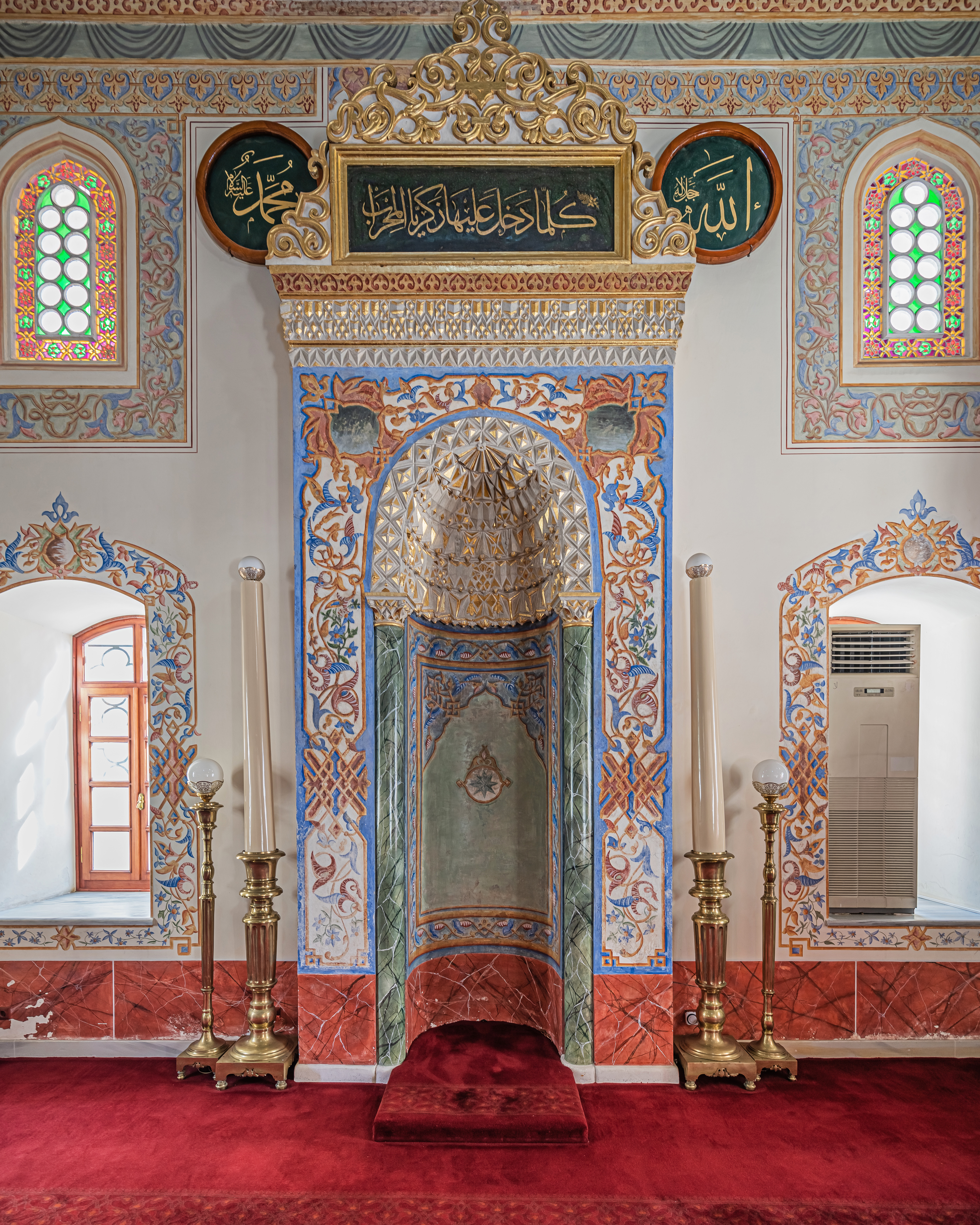
Le mihrab
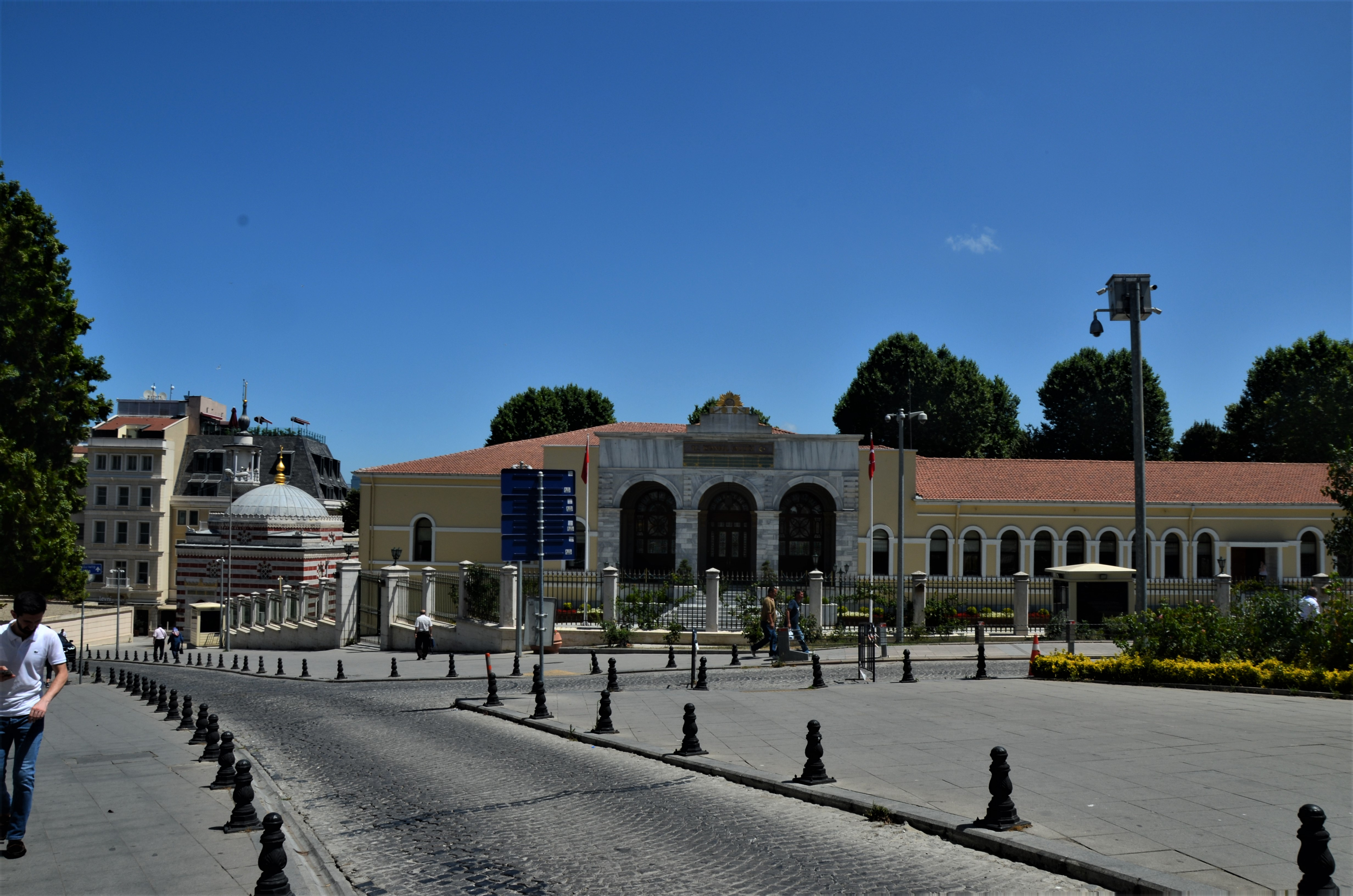
Nallı Masjid (à gauche) à côté du Bureau du gouverneur d'Istanbul, ancien siège du gouvernement ottoman, appelé la Sublime Porte